# (4121) Carlin
(4121) Carlin est un astéroïde de la ceinture principale.

## Description
(4121) Carlin est un astéroïde de la ceinture principale. Il fut découvert le 2 mai 1986 à l'observatoire Palomar par le programme INAS. Il présente une orbite caractérisée par un demi-grand axe de 2,37 UA, une excentricité de 0,26 et une inclinaison de 23,1° par rapport à l'écliptique.

## Compléments